# Carlo Vittorio di Wied
Carlo Vittorio di Wied principe ereditario d'Albania (Potsdam, 19 maggio 1913 – Monaco di Baviera, 8 dicembre 1973) è stato un nobile albanese.

## Biografia
È stato principe ereditario d'Albania dal 7 marzo 1914 al 31 gennaio 1925 e capo della Principesca Casata d'Albania dal 18 aprile 1945 all'8 dicembre 1973. Unico figlio di Guglielmo I, venne soprannominato Skënder, in omaggio all'eroe nazionale albanese Skanderbeg.
Nel 1952 fu autore di una pubblicazione sul suo antenato tedesco etnologo e naturalista Maximilian zu Wied-Neuwied e successivamente scrisse "Maximilian Prinz zu Wied, sein Leben und seine Reisen" in Maximilian Prinz zu Wied, unveröffentliche Bilder und Handschriften zur Völkerkunde Brasiliens, Josef Röder and Hermann Trimborn (editors), Bonn, Ferdinand Dümmler, 1954), pages 13 – 25
Nel 1956 fu tra i fondatori della società del balletto di Monaco dal nome "Freunde des Balletts" di cui fu Presidente fino al 1960. Nel 1961 pubblicò un saggio sulla storia del balletto europeo dal titolo "Königinnen des Balletts: Zweihundert Jahre europäisches Ballett".
L'8 settembre 1966 sposò a New York una ricca vedova di origini inglesi Eileen De Coppet da cui non ebbe discendenti. Fu dalla morte del padre pretendente al trono albanese nonché Gran Maestro dell'Ordine dell'Aquila Nera (Albania) che accordò sino a pochi mesi dalla morte, avvenuta a Monaco di Baviera l'8 dicembre 1973.

## Ascendenza
|                                         |                                    |                                             | Genitori                                   |  |  | Nonni |  |  | Bisnonni           |  |  | Trisnonni                          |  |
|                                         |                                    |                                             |                                            |  |  |       |  |  | 8. Ermanno di Wied |  |  | 16. Giovanni Augusto Carlo di Wied |  |
|                                         |                                    |                                             |                                            |  |  |       |  |  | 8. Ermanno di Wied |  |  | 16. Giovanni Augusto Carlo di Wied |  |
|                                         |                                    | 17. Sofia Augusta di Solms-Braunfels        |                                            |  |  |       |  |  | 8. Ermanno di Wied |  |  |                                    |  |
| 4. Guglielmo di Wied                    |                                    |                                             |                                            |  |  |       |  |  | 8. Ermanno di Wied |  |  |                                    |  |
|                                         |                                    | 9. Maria di Nassau-Weilburg                 | 18. Guglielmo di Nassau                    |  |  |       |  |  |                    |  |  |                                    |  |
|                                         |                                    | 9. Maria di Nassau-Weilburg                 | 18. Guglielmo di Nassau                    |  |  |       |  |  |                    |  |  |                                    |  |
|                                         |                                    | 9. Maria di Nassau-Weilburg                 | 19. Luisa di Sassonia-Hildburghausen       |  |  |       |  |  |                    |  |  |                                    |  |
| 2. Guglielmo di Wied                    |                                    | 9. Maria di Nassau-Weilburg                 |                                            |  |  |       |  |  |                    |  |  |                                    |  |
|                                         |                                    | 10. Federico d'Orange-Nassau                | 20. Guglielmo I dei Paesi Bassi            |  |  |       |  |  |                    |  |  |                                    |  |
|                                         |                                    | 10. Federico d'Orange-Nassau                | 20. Guglielmo I dei Paesi Bassi            |  |  |       |  |  |                    |  |  |                                    |  |
|                                         |                                    | 10. Federico d'Orange-Nassau                | 21. Guglielmina di Prussia                 |  |  |       |  |  |                    |  |  |                                    |  |
| 5. Maria d'Orange-Nassau                |                                    | 10. Federico d'Orange-Nassau                |                                            |  |  |       |  |  |                    |  |  |                                    |  |
|                                         |                                    | 11. Luisa di Prussia                        | 22. Federico Guglielmo III di Prussia      |  |  |       |  |  |                    |  |  |                                    |  |
|                                         |                                    | 11. Luisa di Prussia                        | 22. Federico Guglielmo III di Prussia      |  |  |       |  |  |                    |  |  |                                    |  |
|                                         |                                    | 11. Luisa di Prussia                        | 23. Luisa di Meclemburgo-Strelitz          |  |  |       |  |  |                    |  |  |                                    |  |
| 1. Carlo Vittorio di Wied               |                                    | 11. Luisa di Prussia                        |                                            |  |  |       |  |  |                    |  |  |                                    |  |
|                                         | 12. Ottone di Schönburg-Waldenburg | 24. Ottone Vittorio di Schönburg-Waldenburg |                                            |  |  |       |  |  |                    |  |  |                                    |  |
|                                         | 12. Ottone di Schönburg-Waldenburg | 24. Ottone Vittorio di Schönburg-Waldenburg |                                            |  |  |       |  |  |                    |  |  |                                    |  |
|                                         | 12. Ottone di Schönburg-Waldenburg | 25. Tecla di Schwarzburg-Rudolstadt         |                                            |  |  |       |  |  |                    |  |  |                                    |  |
| 6. Vittorio di Schönburg-Waldenburg     | 12. Ottone di Schönburg-Waldenburg |                                             |                                            |  |  |       |  |  |                    |  |  |                                    |  |
|                                         |                                    | 13. Pamela Labunska                         | 26. Apollinare Labunski                    |  |  |       |  |  |                    |  |  |                                    |  |
|                                         |                                    | 13. Pamela Labunska                         | 26. Apollinare Labunski                    |  |  |       |  |  |                    |  |  |                                    |  |
|                                         |                                    | 13. Pamela Labunska                         | 27. Giuliana Popow                         |  |  |       |  |  |                    |  |  |                                    |  |
| 3. Sofia di Schönburg-Waldenburg        |                                    | 13. Pamela Labunska                         |                                            |  |  |       |  |  |                    |  |  |                                    |  |
|                                         |                                    | 14. Emilio di Sayn-Wittgenstein-Berleburg   | 28. Augusto di Sayn-Wittgenstein-Berleburg |  |  |       |  |  |                    |  |  |                                    |  |
|                                         |                                    | 14. Emilio di Sayn-Wittgenstein-Berleburg   | 28. Augusto di Sayn-Wittgenstein-Berleburg |  |  |       |  |  |                    |  |  |                                    |  |
|                                         |                                    | 14. Emilio di Sayn-Wittgenstein-Berleburg   | 29. Francesca Alessina di Schweitzer       |  |  |       |  |  |                    |  |  |                                    |  |
| 7. Lucia di Sayn-Wittgenstein-Berleburg |                                    | 14. Emilio di Sayn-Wittgenstein-Berleburg   |                                            |  |  |       |  |  |                    |  |  |                                    |  |
|                                         |                                    | 15. Pulcheria Cantacuzene                   | 30. Nicola Cantacuzene                     |  |  |       |  |  |                    |  |  |                                    |  |
|                                         |                                    | 15. Pulcheria Cantacuzene                   | 30. Nicola Cantacuzene                     |  |  |       |  |  |                    |  |  |                                    |  |
|                                         |                                    | 15. Pulcheria Cantacuzene                   | 31. Lucia Palladi                          |  |  |       |  |  |                    |  |  |                                    |  |
|                                         |                                    | 15. Pulcheria Cantacuzene                   |                                            |  |  |       |  |  |                    |  |  |                                    |  |